# Stephanie van Milly
Stephanie van Milly (ca, 1145 - overleden omstreeks 1197) was vrouwe van Transjordanië en een invloedrijk figuur in het koninkrijk Jeruzalem. Ze werd ook wel Etienette genoemd.

## Familie
Ze was de jongste dochter van Filips van Milly, heer van Nablus en Isabella van Oultrejordain (1125-1166), een dochter en erfgenaam van Maurits van Oultrejordain. Stephanie huwde drie keer in haar leven. Haar eerste huwelijk werd gesloten in 1163 met Humpfrey III van Toron. Uit het huwelijk kwamen twee kinderen voort, Humpfrey IV en Isabella van Toron, die met Ruben III van Armenië huwde. Humpfrey kwam echter al in 1173 te overlijden. Ze huwde een tweede maal met Miles van Plancy, een voormalig konstabel van Jeruzalem. Deze werd nog geen jaar na hun huwelijk omgebracht in 1174. Twee jaar later werd ze uitgehuwelijkt aan Reinoud van Châtillon, de voormalige vorst-gemaal van Antiochië, die onlangs was vrijgelaten in Aleppo. Met Reinoud kreeg Stephanie nog twee kinderen, een zoon Reinoud, die jong overleed, en een dochter Alix, die huwde met Azzo VI de Este.

## Strijd en huwelijken
Door de nieuw verkregen macht kon Stephanies man zijn haat jegens de moslims botvieren door moslimkaravanen aan te vallen in zijn district. In 1183 ontstond er zelfs de dreiging om de stad Mekka aan te vallen. In 1180 had Boudewijn IV van Jeruzalem, zijn 8-jarige halfzus Isabella uitgehuwelijkt aan Stephanies zoon Humpfrey, het huwelijk vond plaats in 1183 in het kasteel Kerak. Tijdens de ceremonie arriveerde er een troepenmacht van Saladin die het kasteel belegerde. Reinoud gaf als reactie dat hij Mekka zou aanvallen. Volgens de biograaf Ernoul zou Stephanie zich ook met de situatie bezig hebben gehouden en een vreedzame oplossing hebben gezocht: ze zou verkondigd hebben dat de moslimgevangenen altijd vriendelijk behandeld werden in het verleden, en dat Saladin zelf ook in Kerak gevangen had gezeten. Dit is echter nooit bewezen.
Saladin besloot het gedeelte waar het huwelijk werd voltrokken niet onder vuur te nemen. Maar na enkele uren moest zijn beleg toch opbreken omdat Boudewijn IV vanachter naderde. Biograaf Willem van Tyrus beweerde dat Stephanie een enorme haat koesterde jegens Isabella's moeder Maria Comnena en ervoor zorgde dat het contact tussen moeder en dochter bemoeilijkt werd. Dit was echter om politieke redenen om het meisje van de invloed van de Ibelins weg te houden.
Stephanies man, Reinoud vervolgde zijn praktijken tegen de karavanen van de moslims. Dit leidde tot de Slag bij Hattin in 1187, waarbij Reinoud werd omgebracht en Humpfrey IV gevangen werd genomen. Saladin zou Humpfrey vrijlaten in ruil voor de kastelen Montreal en Kerak. Deze kastelen weigerden zich echter over te geven. Stephanie besefte haar plicht en zond haar zoon Humpfrey terug naar Saladin. Saladin toonde medelijden met haar en liet haar zoon vrij. Haar landgoederen in Transjordanië met de daarbij gelegen kastelen verloor ze in een paar jaar tijd aan de moslimwereld. Haar zoon Humpfrey overleed een aantal jaren voordat Stephanie omstreeks 1197 overleed. Haar titels gingen over naar haar nog enige in leven zijnde dochter Isabella van Toron.

## Naamgenoot & nicht
Stephanie werd vaak verward met haar nicht ook genaamd Stephanie  van Milly uit het geslacht Nablus. Deze was een dochter van Hendrik de Buffel, heer van Nablus. Deze Stephanie leek een generatie jonger en trouwde in 1187 met Hugo III Embriaco, heer van Gibelet, het leen Gibelet werd ook door de invasie van Saladin ingenomen. Hugo III overlijdt in 1196 en een jaar later neemt Stephanie deel als begeleidster van een kleine kruistocht georganiseerd door keizer Hendrik VI, maar deze werd prompt gestaakt toen de keizer in oktober 1197 overleed. Daarna werd van Stephanie niet veel meer vernomen.